# Far til fire - på japansk
Far til fire – på japansk er en dansk familiefilm, der havde biografpremiere den 4. februar 2010. Filmen er instrueret af Claus Bjerre og den fjerde film om Far til fire i 2000-serien. Filmen solgte 430.000 billetter (hvilket en dansk film med produktionsstøtte fra Det Danske Filminstitut ikke har opnået, siden efterårsferien i 2008) og er blevet solgt til CCTV så man kan se filmen i Kina i foråret 2011. Filmen og de andre Far til fire-film fra 2000'erne er også solgt til Frankrig, Tyskland og 25 andre lande ifølge ASA Film Productions

## Medvirkende
- Niels Olsen: Far
- Kasper Kesje: Lille Per
- Sidse Mickelborg: Søs
- Kathrine Bremerskov Kaysen: Mie
- Jakob Wilhjelm Poulsen: Ole
- Jess Ingerslev: Onkel Anders
- Søren Bregendal: Peter
- Niels Skousen: Skoleinspektør
- Ditte Hansen: Frøken Suhr
- Gordon Kennedy: Vinduespudser
- René Dif: TV producer
- Thomas Chaanhing: Hr. Tanaka
- Tomomi Yamauchi: Fru Tanaka
- Jarl Hjulmand: Mark
- Ane Stensgaard Juul: Selene
- Miki Andersen: Shin
- Mathilde Flinth Bredholt: Amanda
- Habib Abou-Hair: Hassan
- Oskar Troelstrup Olsen: Nikolaj